# Улица Кадака
Улица Ка́дака, также Ка́дака те́э и Кадака-теэ (эст. Kadaka tee, в переводе с эстонского «Можжевеловая дорога») — улица в городе Таллине, столице Эстонии.

## География
Проходит через микрорайоны Лиллекюла, Кадака и Мустамяэ. Протяжённость — 3,748 км.
Начинается ответвлением от улицы Мустамяэ, почти прямым отрезком (длиной около 650 метров) следует до угла с улицей Лаки, круто поворачивает на юго-восток и идёт почти прямым отрезком (длиной чуть более километра) до перекрёстка с улицами Эхитаяте и Таммсааре, оттуда слегка изгибающимся отрезком (длиной около 900 метров) продолжается до перекрёстка с улицей Акадеэмия и далее продолжается до тупика в микрорайоне Астангу. На расстоянии около 650 метров от перекрёстка с улицей Акадеэмия от улицы Кадака ответвляется на юг бульвар Кадака. Протяжённость улицы — 3748 м.

## Общественный транспорт
По улице проходят городские автобусные маршруты № 9, 16, 20, 20A, 24, 26, 26A, 33.

## История
Улица Кадака получила своё название от одноимённой деревни, располагавшейся по месту её прохождения вплоть до середины XX века. Административно деревня делилась на две части: располагавшуюся в пределах Таллина деревню Хааберсти-Кадака и относящуюся к мызе Харку деревню Харку-Кадака. Улица Кадака проходила через всю деревню и вела в город, соединяясь с Палдиским шоссе. Улица Мустамяэ, также соединявшая деревню с городом, заканчивалась у современного перекрёстка Мустамяэ теэ и Кадака теэ. В 1976 году отрезок улицы между пересечением с Палдиским шоссе и улицы Мустамяэ был переименован, став продолжением улицы Мустамяэ.
В начале XX века улица также носила названия Кадакская дорога, Каддакская улица.

## Застройка
Улица почти лишена жилой застройки, однако на ней располагалось и располагается значительное количество предприятий, а также баз и складов. Во времена Эстонской ССР на улице находился цех завода прохладительных напитков, швейная фабрика «Клементи», ювелирный завод, автобусный парк. Большинство из перечисленных предприятий продолжает работу, появились также и новые предприятия.

Улица Кадака
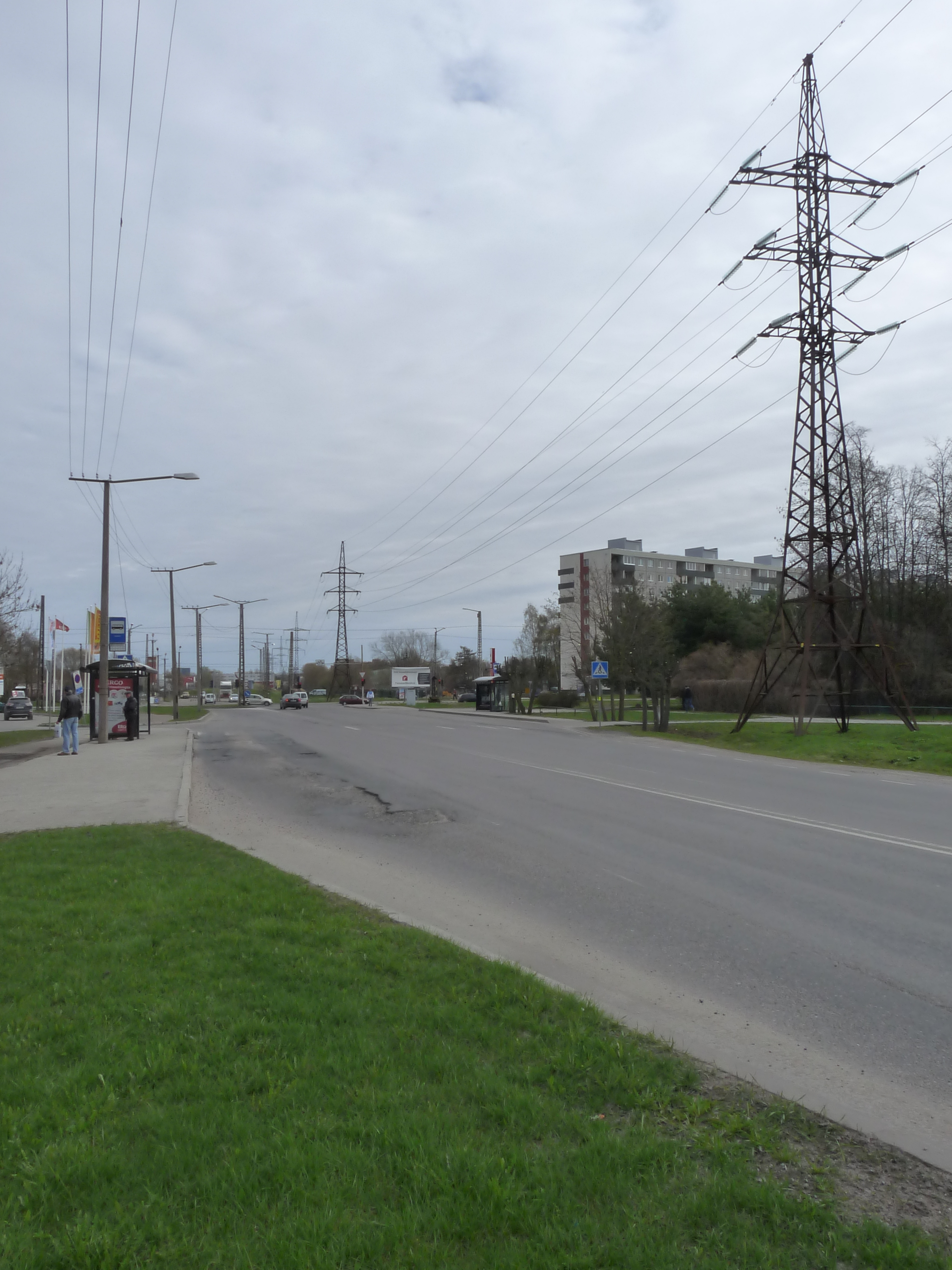
Начало улицы, вид в сторону Мустамяэ теэ
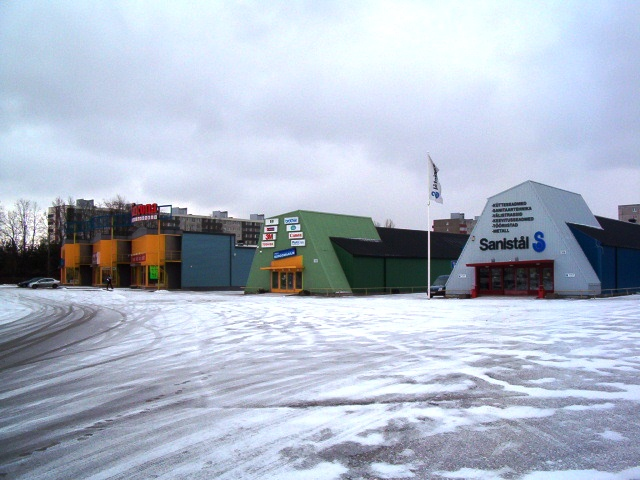
Застройка вблизи начала улицы
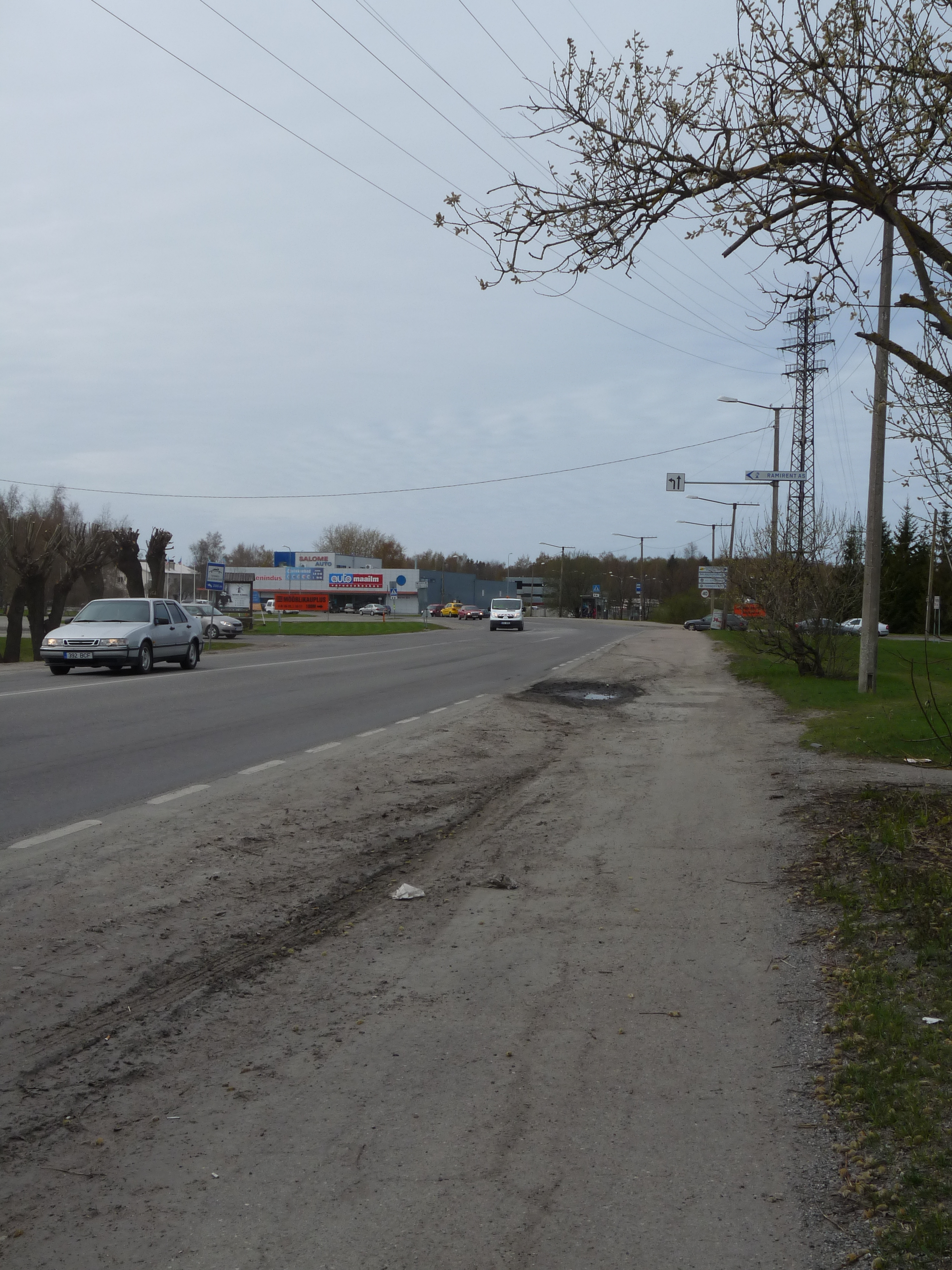
Вблизи перекрёстка с улицей Лаки
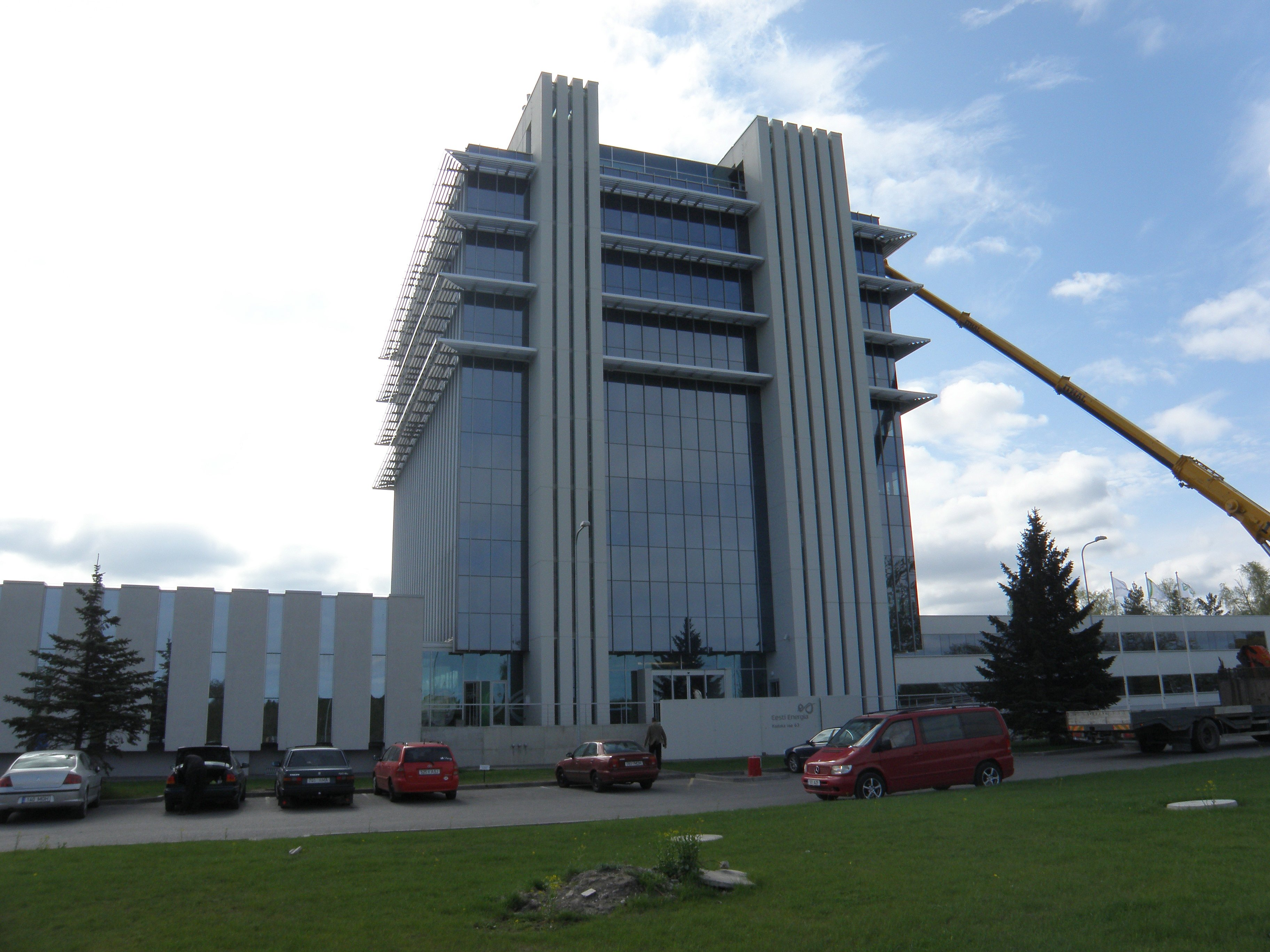
Здание «Ээсти Энергия» на улице Кадака
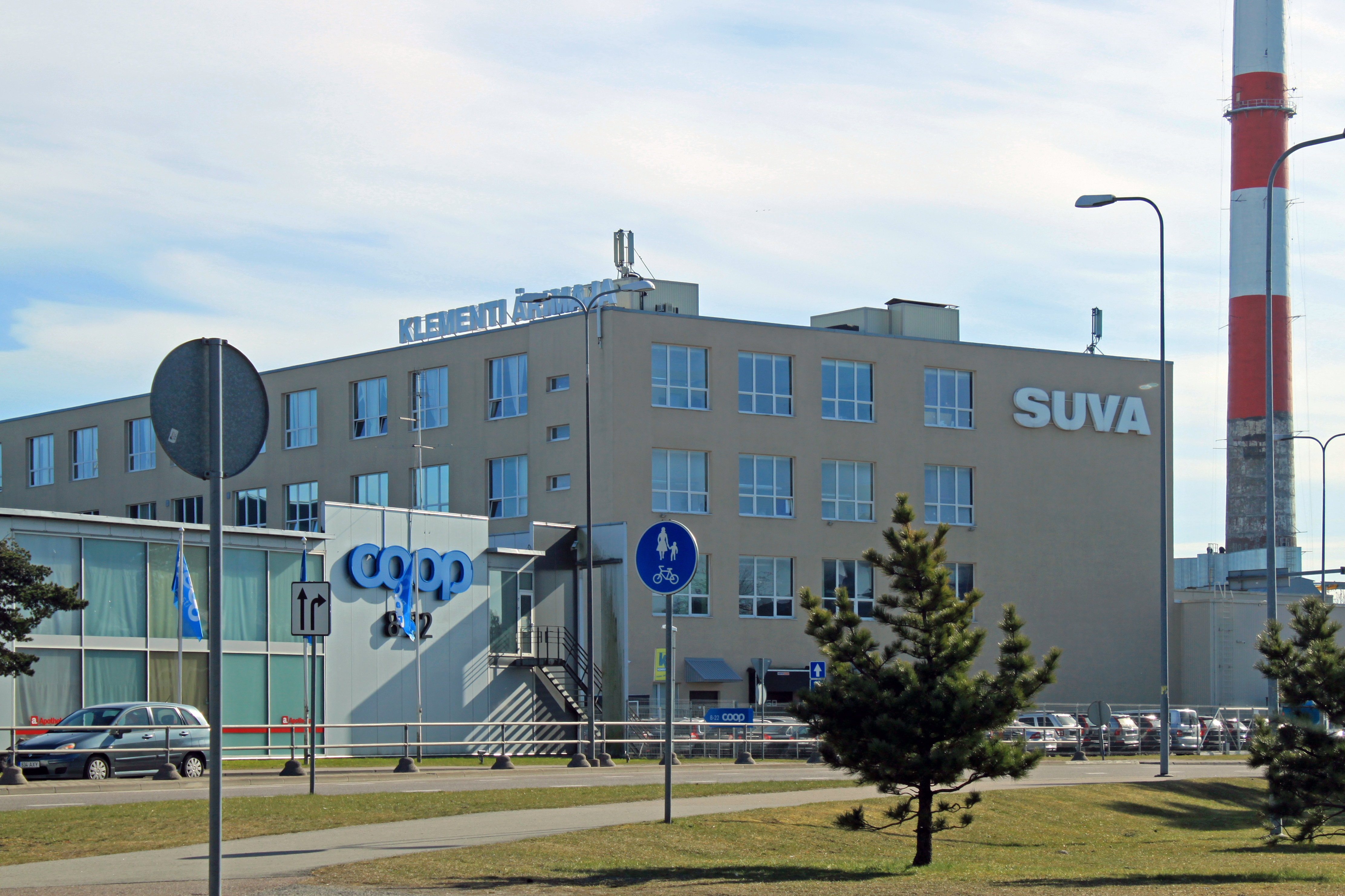
Бизнес-здание «Клементи», Akadeemia tee 33 / Kadaka tee 179